# Wiroszybowiec

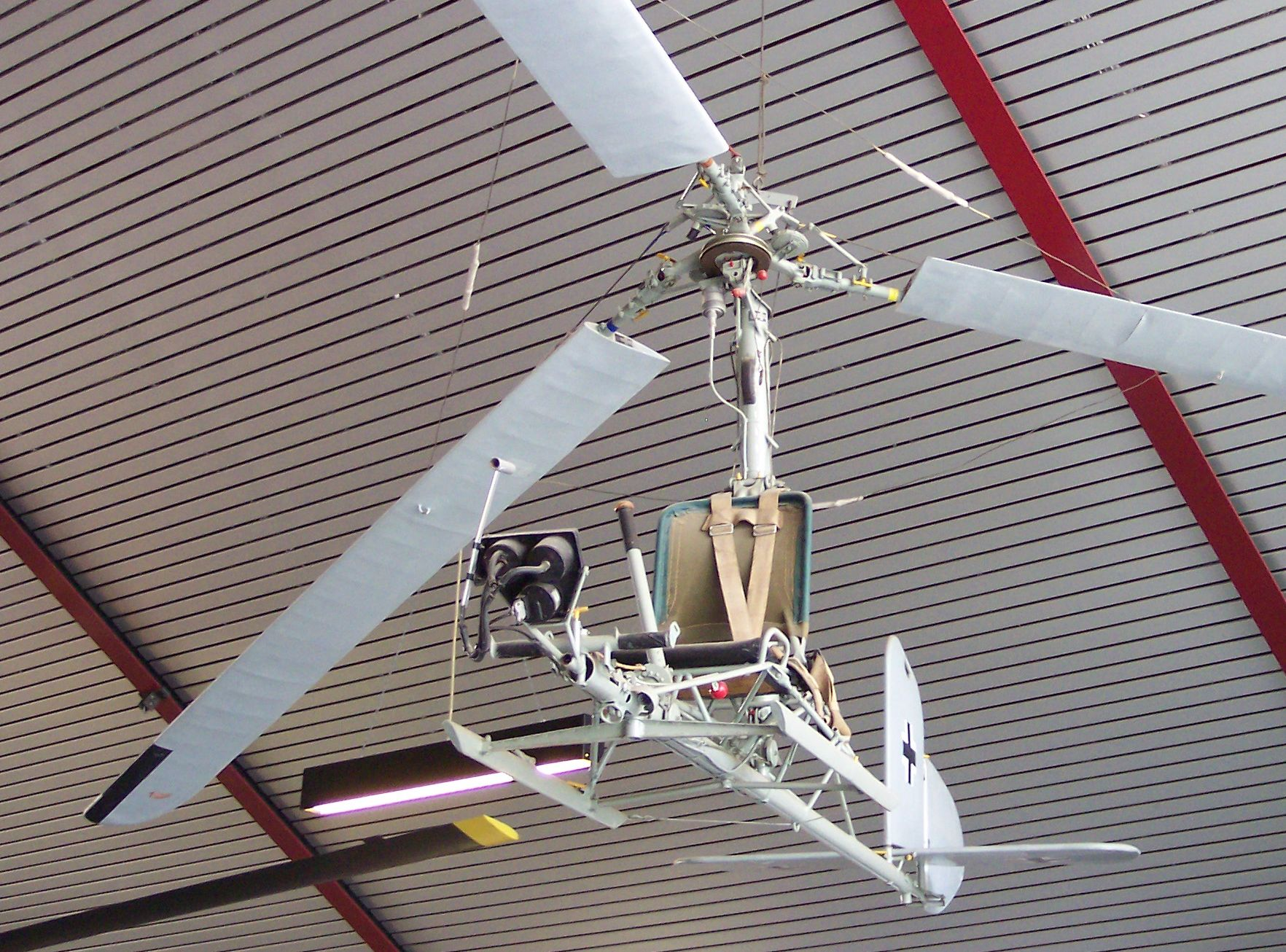
Focke-Achgelis Fa 330

Wiroszybowiec – beznapędowy wiatrakowiec, paraszybowiec. Wiroszybowiec wznosi się w powietrze dzięki sile nośnej wytworzonej przez jego wirnik nośny, który jest wprawiony w ruch podczas ruchu postępowego wiroszybowca holowanego za innym pojazdem, statkiem powietrznym lub wyciągarką. Po odłączeniu od zewnętrznego czynnika ruchu wiroszybowiec może lecieć dalej, wykorzystując zjawisko autorotacji.